# Toledo do Brasil
Toledo do Brasil é uma empresa brasileira, fornecedora de soluções em hardware, software e serviços em pesagem, e também fatiadores de frios e etiquetas eletrônicas para o comércio varejista. Ela tem posicionamento expressivo nas diversas áreas em que atua e cobertura em todo território brasileiro. Com faturamento anual em 2019 de R$ 469 milhões, líquido de impostos, investe continuamente em pesquisa, projeto, fabricação, atendimento, suporte técnico e serviços para atender às mais variadas necessidades de pesagem, incluindo gerenciamento e automação dos processos de pesagem e de cubagem.
A Toledo do Brasil possui uma fábrica em São Bernardo do Campo, SP, matriz, com área coberta de 21.500 m² em um terreno de 60.000 m², e 20 filiais de vendas e serviços nas principais cidades do país. Emprega mais de 1.350 colaboradores, sendo mais de 400 técnicos de serviços, entre os quais 60 técnicos residentes em cidades onde não há filiais. Além disso, conta com mais de 2.000 revendedores e 435 oficinais técnicas autorizadas.

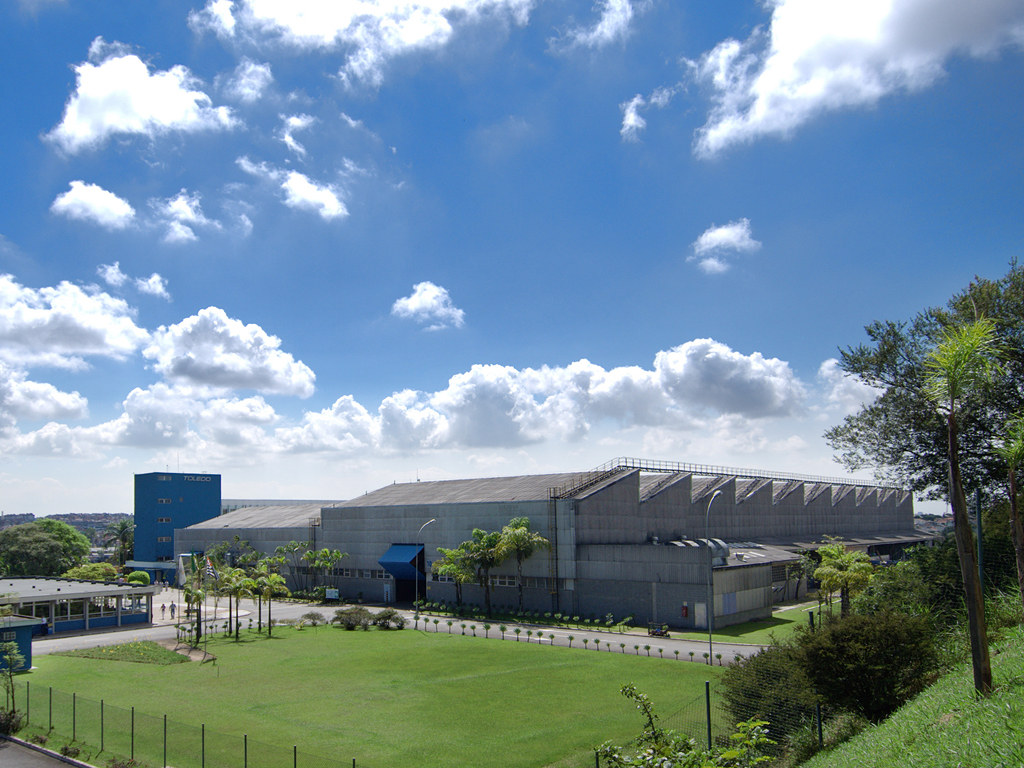
Visão externa frontal da fábrica da Toledo do Brasil

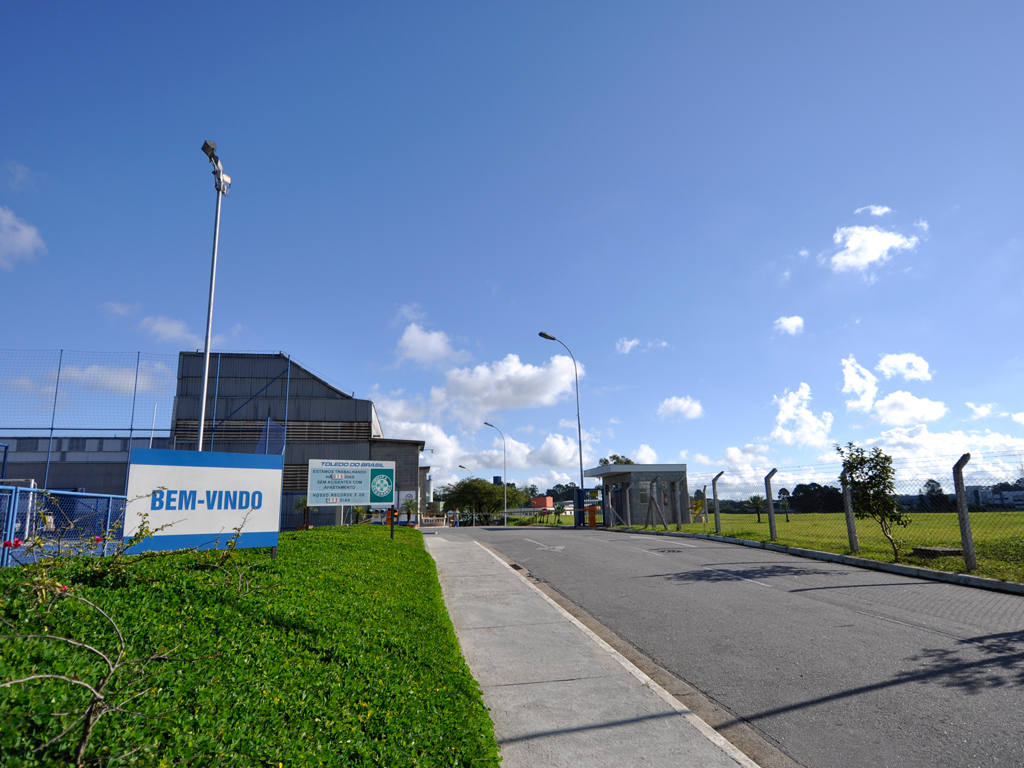
Visão externa traseira da fábrica da Toledo do Brasil

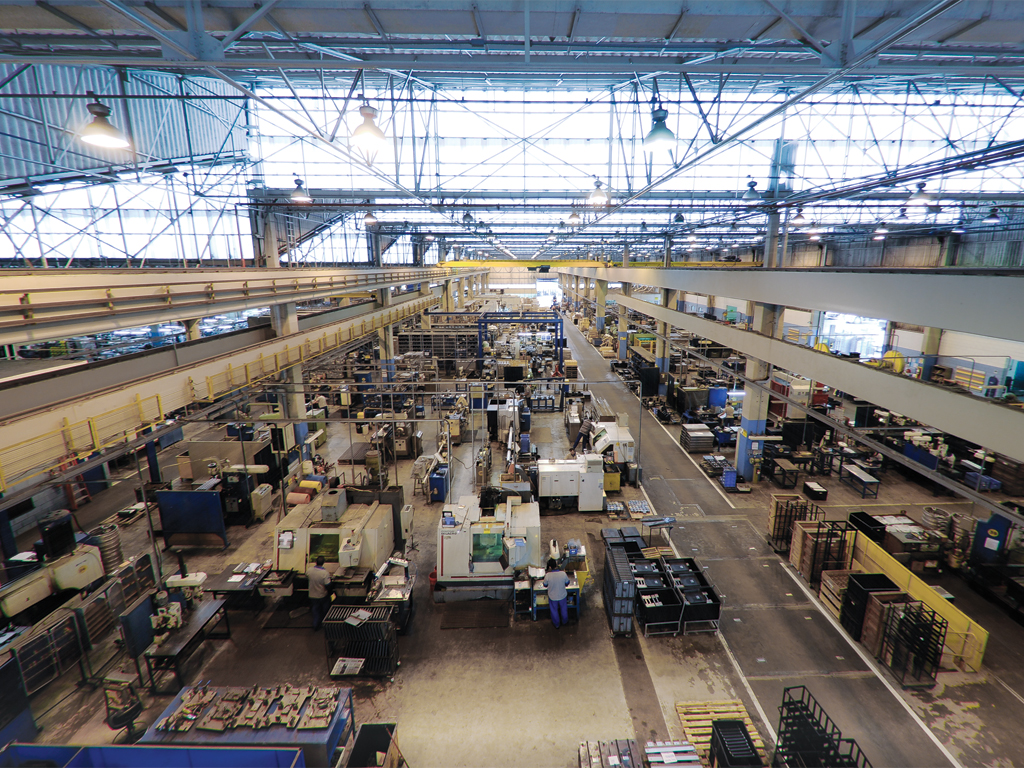
Visão interna da fábrica da Toledo do Brasil

## História da Toledo do Brasil[1]
1901 - Fundação da Toledo Scale
Fundação da Toledo Scale Company, em Toledo, Ohio, USA;
1932 - Representação no Brasil
Criação da representação da empresa no Brasil.
1956 - Fundação da Toledo do Brasil
Fundação da Toledo do Brasil Indústria de Balanças Ltda. com a compra de uma pequena fábrica de balanças e a absorção da representação da Toledo Scale Company no Brasil.
1988 - Nacionalização da Toledo do Brasil
Compra por empresários brasileiros, representantes da Toledo Scale no país desde 1940, da Toledo do Brasil Indústria de Balanças Ltda. Desde então, tornou-se uma empresa nacional.
1998 - Certificação ISO 9001
Certificação ISO 9001 (Sistema de Gestão de Qualidade).
2003 - Certificação ISO/IEC 17025 - Laboratório de Calibração (matriz SBC-SP)
Calibração RBC
2007 - Consolidação das operações
Consolidação das operações fabris, técnicas, comerciais e administrativas em uma nova planta em São Bernardo do Campo, SP. Foram implantados processos de lean manufacturing e um sistema integrado de gestão SAP.  A área construída possui 21.500 m² em um terreno de 65.000 m².
2013 - Diversificação da oferta de produtos
Diversificação da oferta de produtos com uma linha de fatiadores de frios. Certificação ISO 14001 (Sistema de Gestão Ambiental).
2015 - Certificação OHSAS 18001
Certificação OHSAS 18001 - Sistema de Gestão de Segurança e Saúde Ocupacional.
2016 - Transição da marca
Transição da marca: Prix é a marca de produtos e serviços da Toledo do Brasil.
2017 - Certificação ISO/IEC 17025 - Laboratório de Calibração (filial Lauro de Freitas-BA)
Calibração RBC
2018 - Lançamento da Cloud Prix
Lançamento da Cloud Prix, solução SaaS para gestão de lojas, produtos e serviços.
2019 - Certificação ISO 45001 - Sistema de Gestão de Segurança e Saúde Ocupacional (matriz SBC-SP)

## Estrutura e Atendimento[2]
A Toledo do Brasil é uma organização com mais de 1.350 colaboradores que trabalham em uma fábrica em São Bernardo do Campo - SP, em 20 filiais nas principais cidades do país e em equipes de serviço residentes nas regiões mais afastadas. O atendimento direto de vendas é realizado por uma equipe de mais de 100 responsáveis por soluções em hardware e software, além de mais de 300 técnicos próprios para prestação de serviços.
A Toledo do Brasil conta também com uma rede de mais de 400 assistências técnicas autorizadas e mais de 2.000 revendedores e representantes comerciais em todo o país.

## Soluções[3]

### Hardware
As soluções da Toledo do Brasil incluem mais de uma centena de produtos de pesagem para as mais diversas aplicações estáticas ou dinâmicas, medindo desde décimos de miligrama até centenas de toneladas. Entre estes produtos, destacam-se as balanças rodoviárias ou ferroviárias, balanças para varejo, carregamento a granel, ensacamento e enchimento, balanças de piso, balanças de bancada, balanças para animais,balanças para laboratório e balanças para pessoas.

### Software
Estes produtos podem ser integrados através de softwares dedicados, muitos deles capazes de se comunicar com ERPs de áreas industriais e centros de distribuição, possibilitando o gerenciamento das informações e automação dos processos.

### Serviços
A estrutura de serviços conta com 400 técnicos próprios, 400 carros de atendimento, 45 caminhões de calibração, 30.000 itens diferentes em estoque, 1 milhão de quilos de pesos-padrão e 1 laboratório de calibração de massas e balanças integrado à RBC. São investidas mais de 30.000 horas/ano em treinamento na equipe de atendimento técnico, capacitando-os a atender às diversas necessidades de instalação, calibração, manutenção, atualização e apoio técnico.

## Mercados e Segmentos[4]
Os principais mercados atendidos são o agronegócio, indústria, comércio, laboratório e educação. Dentre estes mercados, destacam-se os setores de varejo, atacado, alimentícia, grãos, álcool e açúcar, frutas, pecuária, logística, mineração, metalurgia, automobilística, química, farmacêutica, celulose e papel, frigorífica, laboratórios e universidades.

## Pesquisa e Desenvolvimento[5]
A equipe da engenharia de desenvolvimento da Toledo do Brasil dispõe de mais de 50 engenheiros e técnicos especializados.
Investimento médio anual em P&D de 4,1% do faturamento de 2008 a 2018 e 4,4% em 2018.
O Sistema de Gestão Integrada da Toledo do Brasil tem como base o SAP ERP.

## Parcerias Internacionais[6]
A Toledo do Brasil desenvolve e produz a grande maioria dos produtos que comercializa. Além disso, ela revende produtos dos seguintes fabricantes:
ABM Company S.R.L (Milão, Itália) 
Fatiadores de Frios
Cargoscan S.A. (Oslo, Noruega)
Equipamento de dimensionamento (cubagem).
Datalogic S.P.A (Bolonha, Itália)
Sistema de captura de dados, inclusive códigos de barras e RFID (pesagem no checkout e câmeras)
Mettler-Toledo AG (Greifensee, Suiça)
Balanças de alta resolução, terminais industriais e sensores de carga.
MSI - Measurement Systems International (Seattle, Washington, EUA)
Balanças para pontes rolantes e talhas.
Pricer AB (Estocolmo, Suécia)
Etiquetas eletrônicas para gôndola, prateleira e porta paletes.
Wipotec GMBH (Kaiserslautern, Alemanha)
Balanças verificadoras de alta precisão.
RAILWEIGHT (Smethwock West Midlands, Inglaterra)
Balança de pesagem dinâmica de trens.

## Sistema de Gestão de Qualidade[7]
A Toledo do Brasil tem como Política da Qualidade satisfazer a necessidade dos seus clientes, fornecendo soluções de pesagem, por meio de produtos e serviços de qualidade. Promove a melhoria contínua, utilizando os recursos e processos da organização, dentro de condições de trabalho seguras e com preservação do meio ambiente, criando valor para seus clientes, funcionários, fornecedores, acionistas e sociedade.
O Sistema de Gestão Integrada da Toledo do Brasil atende aos requisitos das normas NBR ISO 9001 (Gestão de Qualidade), NBR ISO 14001 (Gestão Ambiental), OHSAS 18001 (Gestão de Segurança e Saúde Ocupacional) e NBR ISO/IEC 17025 (Gestão de Qualidade - Serviços de Calibração) e está certificado pelo Bureau Veritas Certification. O sistema certificado inclui a matriz (São Bernardo do Campo - SP) e todas as suas filiais. O escopo da certificação abrange o projeto e desenvolvimento, a fabricação, a comercialização dos produtos (incluindo os importados) e os serviços associados.
O Sistema de Gestão de Qualidade para a estrutura de serviços (calibração de massas e balanças) atende aos requisitos das normas NBR ISO 9001, NBR ISO 14001, OHSAS 18001 e NBR ISO/IEC 17025.
O Laboratório de Calibração Toledo está integrado à Rede Brasileira de Calibração - RBC, na grandeza massa. Está habilitado pelo Inmetro Arquivado em 15 de janeiro de  2013, no Wayback Machine. a realizar calibração de peso-padrão e medição de massas diversas de 1 mg até 2.000 kg em suas dependências e calibração de balanças de até 200.000 kg nas instalações dos clientes.

## Rankings
A Toledo do Brasil se destacou em pesquisas realizadas por meios de comunicação da área corporativa e agronegócio. Os principais seguem abaixo:

#### Valor 1000 Maiores Empresas - 2018[8]
A empresa obteve a posição 965 no geral. Na categoria Mecânica obteve a 1° posição em Giro de Ativo, 8° posição em Cobertura de Juros e 8° posição em liquidez Corrente.   

#### Época Negócios 360 - 2018[9]
Na categoria Eletroeletrônica, a empresa ficou em 2º lugar no setor Governança Corporativa e em 4º lugar em Sustentabilidade.

#### Dinheiro Rural 500 - 2018[10]
A empresa obteve a posição 129 no geral. Na categoria Máquinas Agrícolas obteve a 5° posição.